# Encores Américaines
Encores Américaines è il terzo LP della cantante franco-statunitense Joséphine Baker, pubblicato nel 1951.

## Tracce

### Lato A
1. Besame Mucho (Consuelo Velázquez, Sunny Skylar)
2. The Loveliness Of You (Harry Revel, Mack Gordon)
3. J'ai Un Message Pour Toi (Bronislaw Kaper, Jean Feline, Walter Jurmann)
4. I'm Feelin' Like A Million (Arthur Freed, Nacio Herb Brown)

### Lato B
1. Moon Over Miami (Joe Burke, Edgar Leslie, Nita Corelli)
2. Afraid To Dream (Harry Revel, Mack Gordon)
3. Partir Sur Un Bateau Tout Blanc (Maurice Hermite, Peter de Rose)
4. Brazil (Ary Barroso, Bob Russell)